# 藍點真動齒䲁
藍點真動齒䲁（學名：Blenniella cyanostigma），為輻鰭魚綱鳚形目䲁科真動齒䲁屬的一種，分布於印度洋，從東非延伸至印尼蘇門答臘、巴里島海域，深度10至20公尺，本魚體延長，稍側扁，頭鈍短，頭頂具冠膜，眶上觸鬚卷絲狀，鼻觸鬚短而呈掌狀，有2-6個分支，頸背無觸鬚，上顎孔4-6個，雄魚身上有暗色帶，每條帶上有一對垂直的長方形斑點；眼睛與鰓蓋後面有暗斑。雌魚身上有淡淡的暗色條紋，其上覆蓋著深色線條，這些線條在後部分解成虛線；中鰭上有黑斑，背鰭硬棘12-14枚、背鰭軟條19-22枚、臀鰭硬棘2-3枚、臀鰭軟條20-23枚，體長可達8.2公分，棲息在潮間帶的礁岩潮池中，受到驚嚇時會以一前一後方式彈跳，以藻類為食，具有領域性，產附著性卵，雄魚會有護卵行為。